# Felsenkeller (Schwandorf)

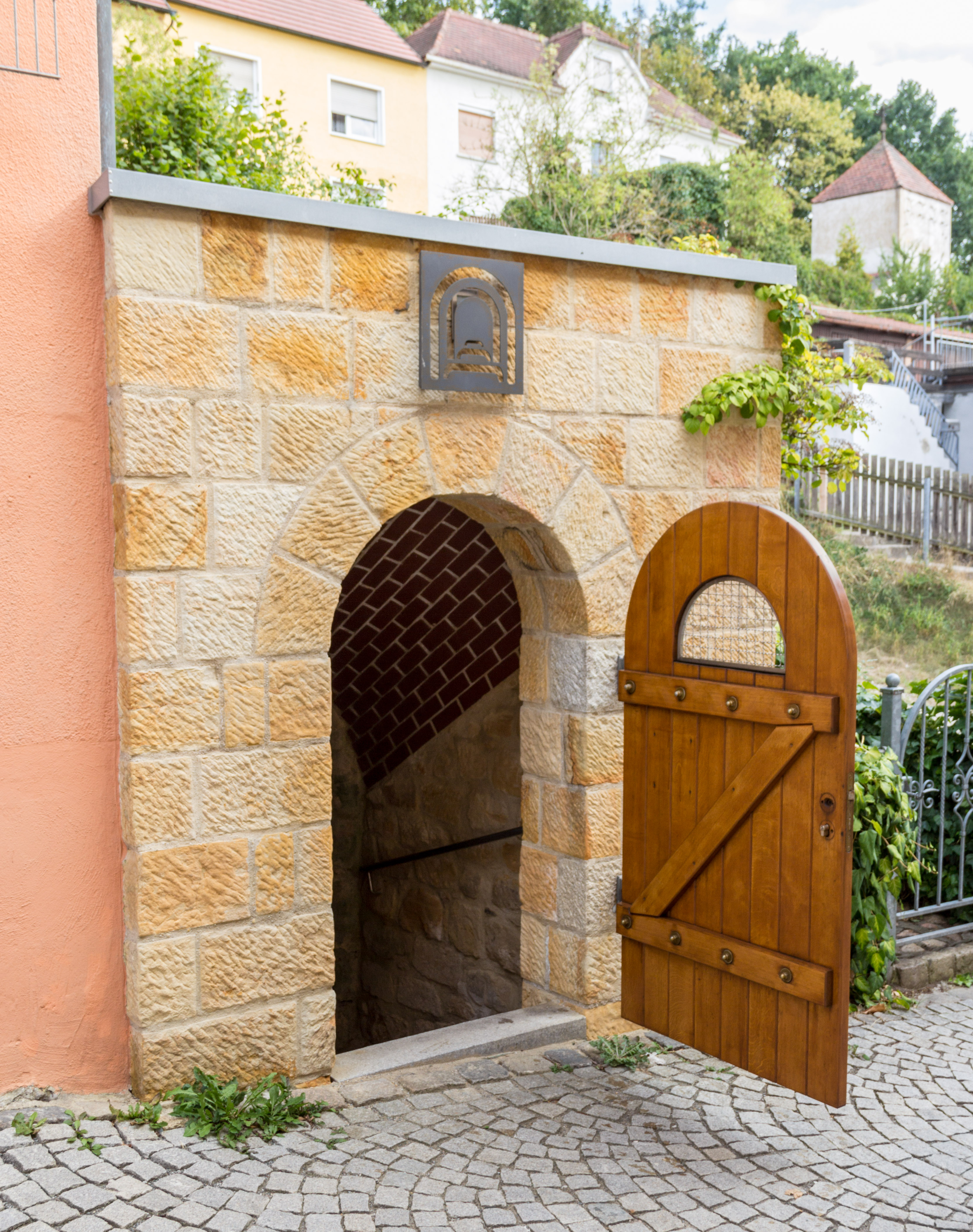
Zugang zu einem Felsenkeller in der Blasturmgasse von Schwandorf

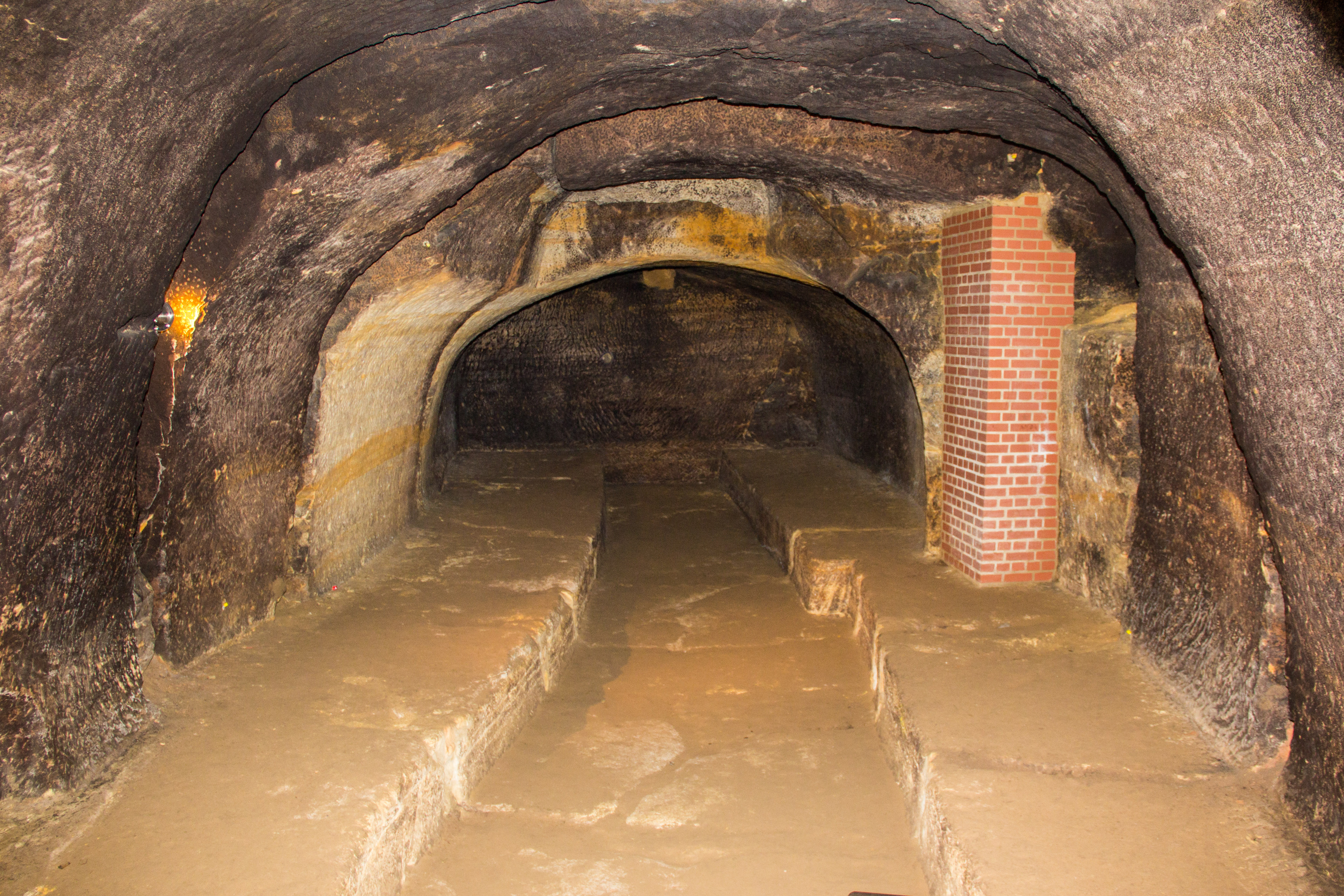
Felsenkeller in Schwandorf

In der oberpfälzischen Stadt Schwandorf von Bayern liegt vor allem im Weinberg und im Holzberg, aber auch im Stadtteil Fronberg, ein denkmalgeschütztes (D-3-76-161-73) Labyrinth von Felsenkellern.
Bisher wurden über 130 Keller gefunden, die in den  Dogger-Sandstein eingehauen wurde. Diese Keller liegen teils neben-, teils übereinander. Ihre Anlage folgte nicht einem übergeordneten Plan, sondern sie sind in unterschiedlichen Perioden und zu unterschiedlichen Zwecken angelegt worden. 

## Geschichte
Der vermutete Beginn des Stollenbaus wird um 1380 angegeben. Eventuell hängt dies mit der Anlage von Suchstollen für die Oberpfälzer Eisenerzgewinnung zusammen. Reste eines Schienenstrangs für eine Lore belegen zumindest den Steinabbau im Berginneren. Es könnte sich dabei aber auch um einen unterirdischen Steinbruch gehandelt haben. In späterer Zeit wurden die Keller für die Biererzeugung verwendet, da hier im 16. Jahrhundert Bier nach dem lang dauernden Verfahren der kalten Gärung produziert wurde. Dafür waren tiefe Keller mit einer konstanten Temperatur von 10 Grad oder weniger notwendig. Ein Schwandorfer Bierrezept von 1549 beweist, dass die hiesigen Brauer diese Methode schon früh anwandten. Auch Nutzungen als Eiskeller sind bezeugt. 
Nach dem Niedergang des kommunalen Brauwesens wurden die im Privatbesitz befindlichen Keller ab Mitte des 19. Jahrhunderts auch zur Lagerung von Lebensmitteln verwendet. Dies rief in den 1930er Jahren Kellerdiebe auf den Plan, welche einige der bis dahin getrennte Kellersysteme miteinander verbanden, indem sie Abmauerungen und Felswände sowie Felsklüfte durchbrachen. Im Zweiten Weltkrieg wurden die Stollen teilweise zu Luftschutzkellern und zu Lazaretträumen umgebaut. In der Bombennacht vom 17. April 1945 suchten 6.000 Menschen in den Felsenkellern Zuflucht. Nach dem Krieg wurden einige Keller mit Bauschutt verfüllt. Das heutige, öffentlich zugängliche Labyrinth folgt den Diebespfaden der Kellerdiebe. Dazu mussten etwa 500 Kubikmeter Abraum aus den Kellern entfernt, die schmalen Löcher zu Durchgängen erweitert und Ziegelbögen zur Sicherung errichtet werden.

## Heutige Nutzung
Heute sind 60 Räume der Anlage im Zuge von Führungen, mit und ohne Schauspieleinlage, öffentlich zugänglich. Im Advent bringt der Theaterverein regelmäßig Märchen zur Aufführung. Die einzelnen Szenen spielen in unterschiedlichen Kellerräumen. 
In einem Felsenkeller an der Fronberger Straße werden kulturelle und museale Veranstaltungen angeboten. 
Ein Kellerbesitzer hat seine Räume zu einer Gaststätte umgebaut.

## Geologie
Die in den Fels geschlagenen Kellerräume bieten zahlreiche Aufschlüsse und Störungen (Klüfte) im Doggersandstein des Aaleniums. Einige dieser natürlichen Klüfte wurden von den Kellerdieben künstlich erweitert, um in tiefergelegene Etagen zu gelangen. Die Keller wurden vom Bayerischen Landesamt für Umwelt als Geotop ausgewiesen und als wertvoll eingestuft.

## Bilder

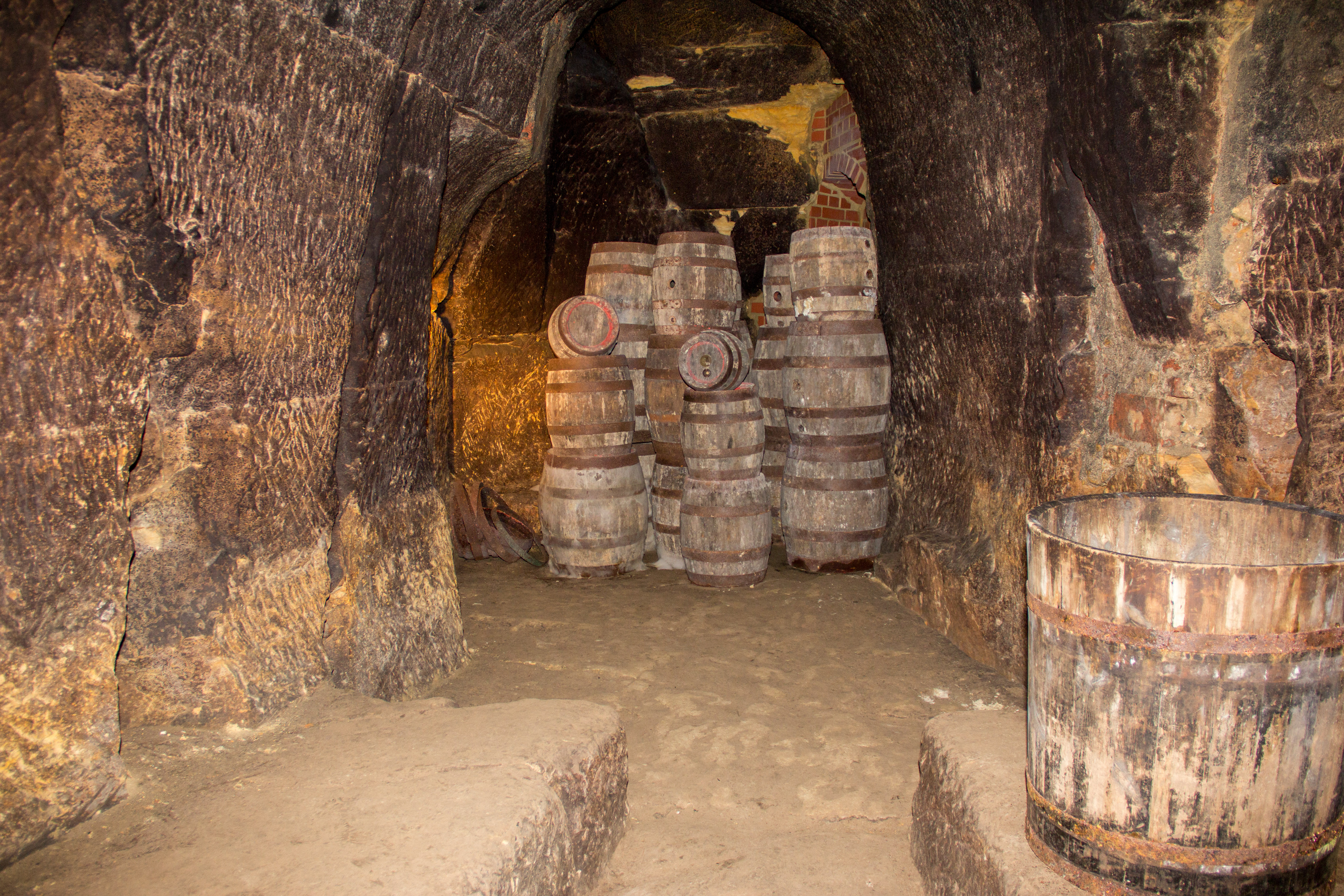
Nutzung als Bierkeller
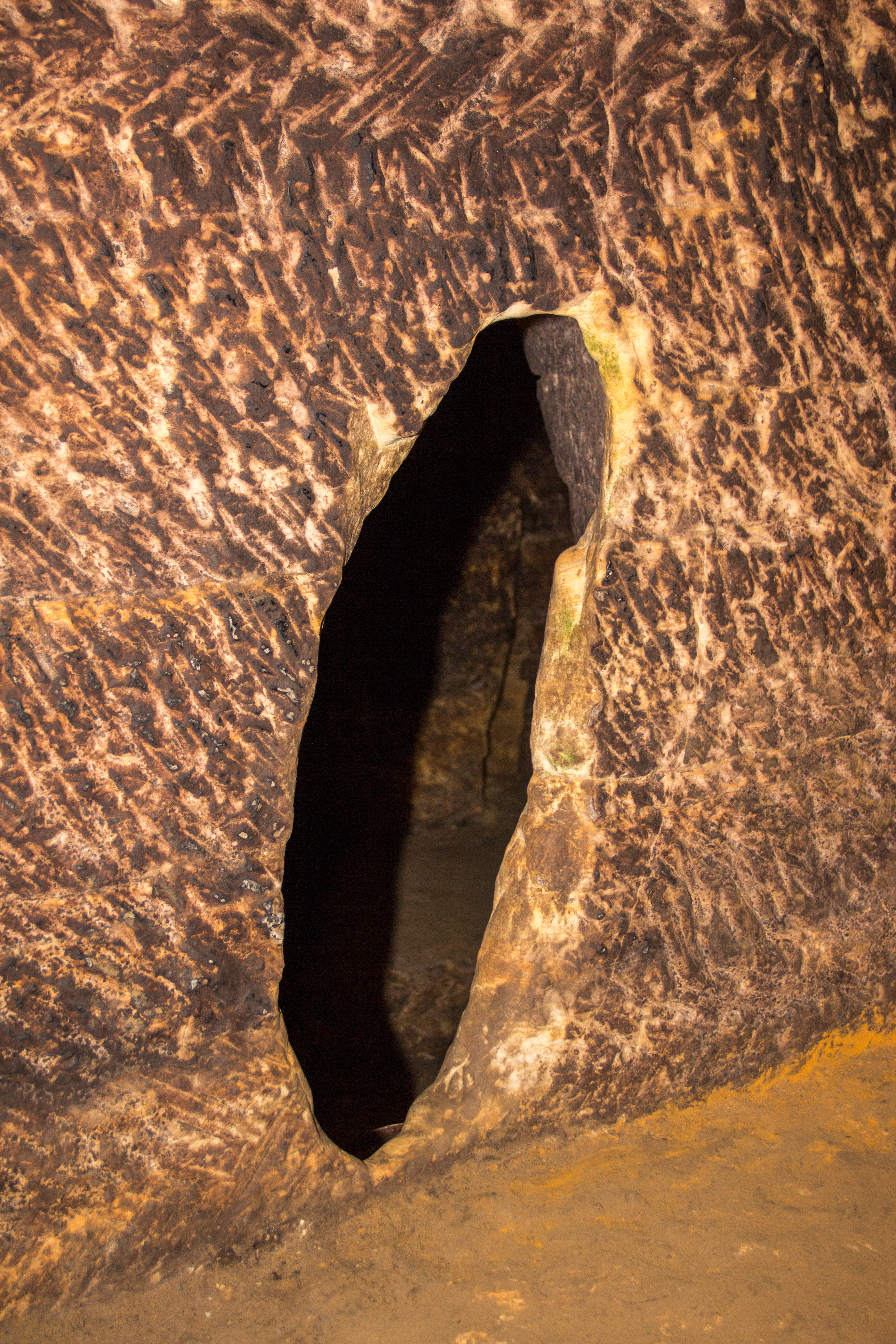
Durchbruch der Kellerdiebe
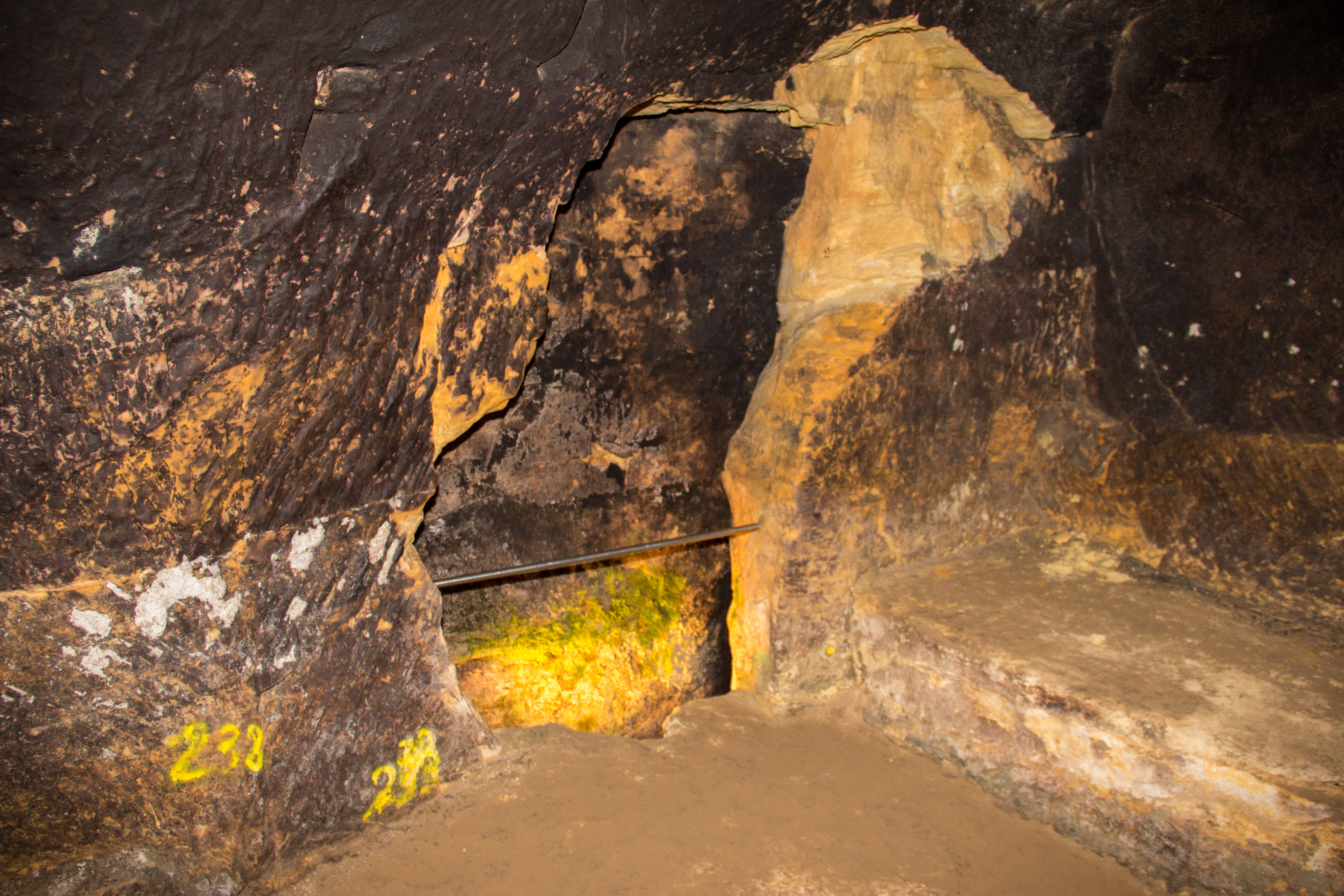
Kluft, erweiterte durch die Kellerdiebe
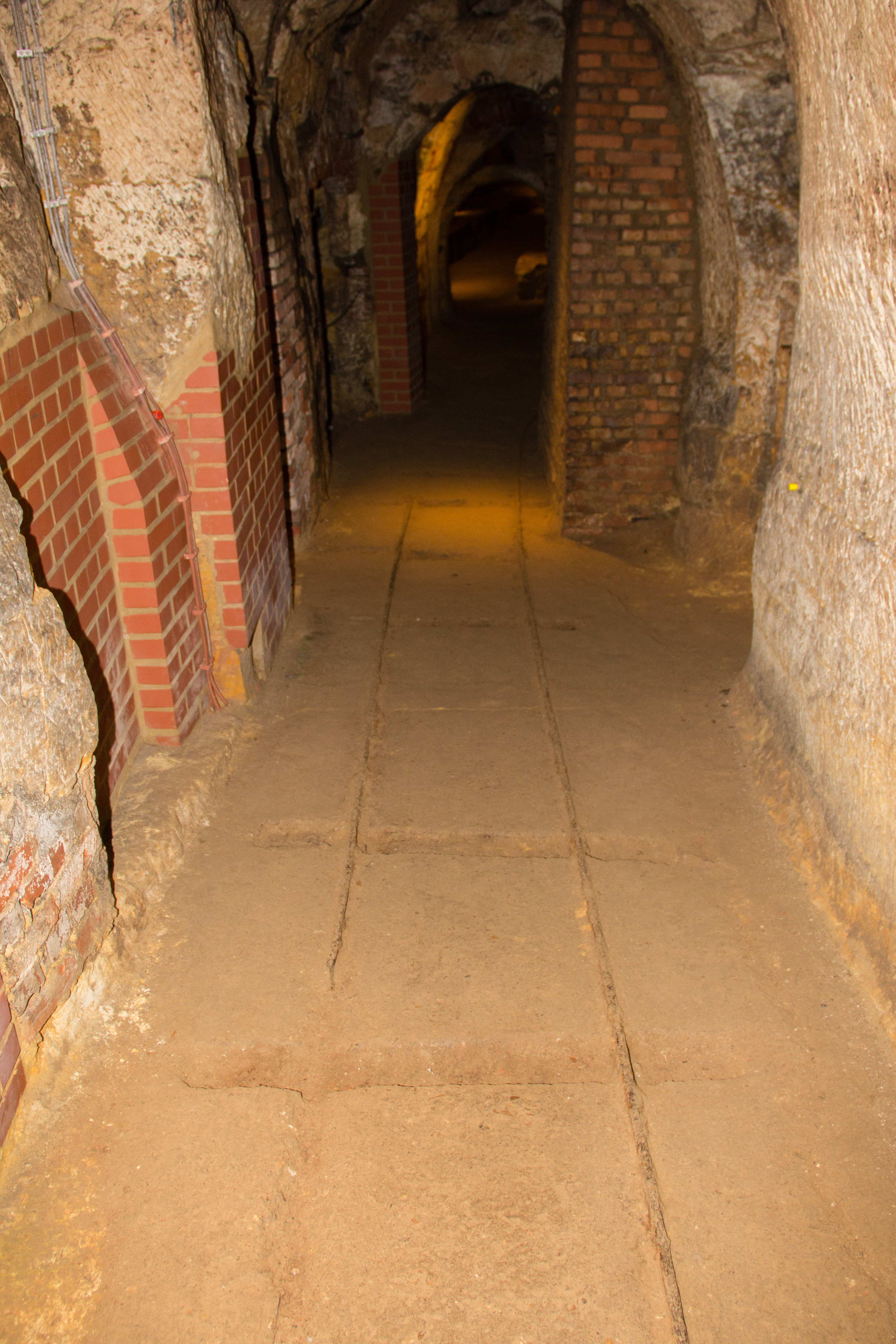
Reste der Gleisanlage
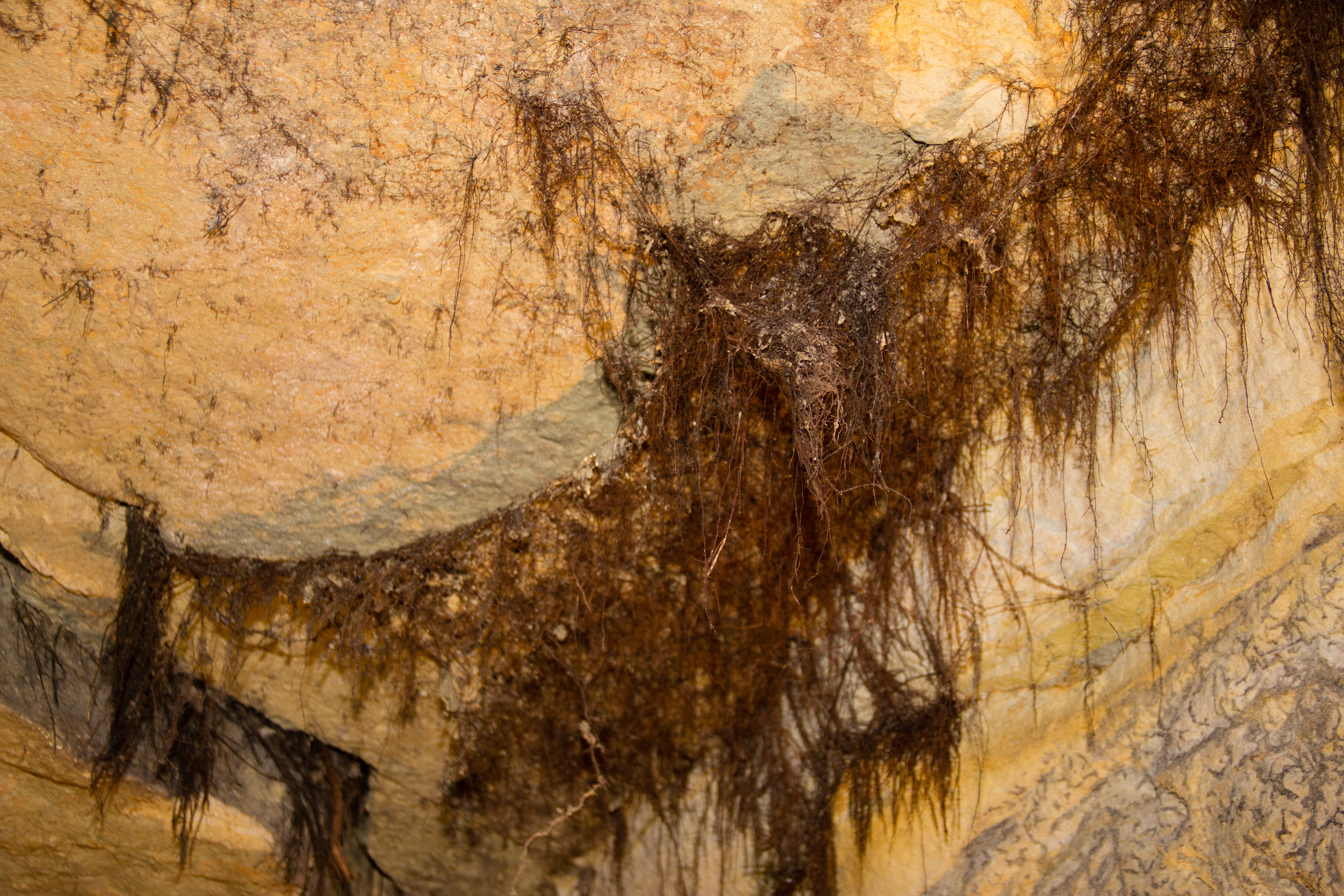
Wurzelwerk, durchgewachsen in den Keller
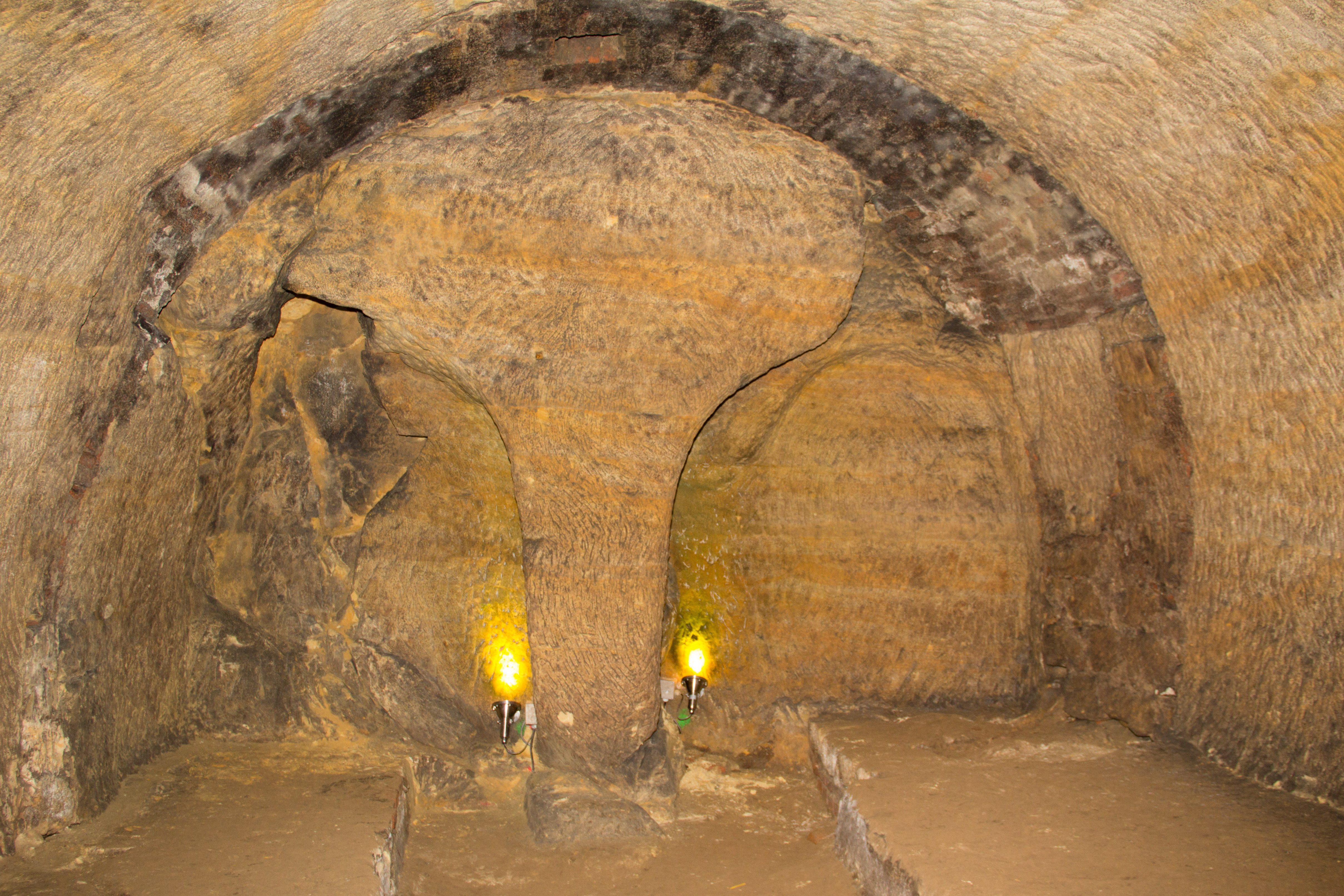
Der Elefant
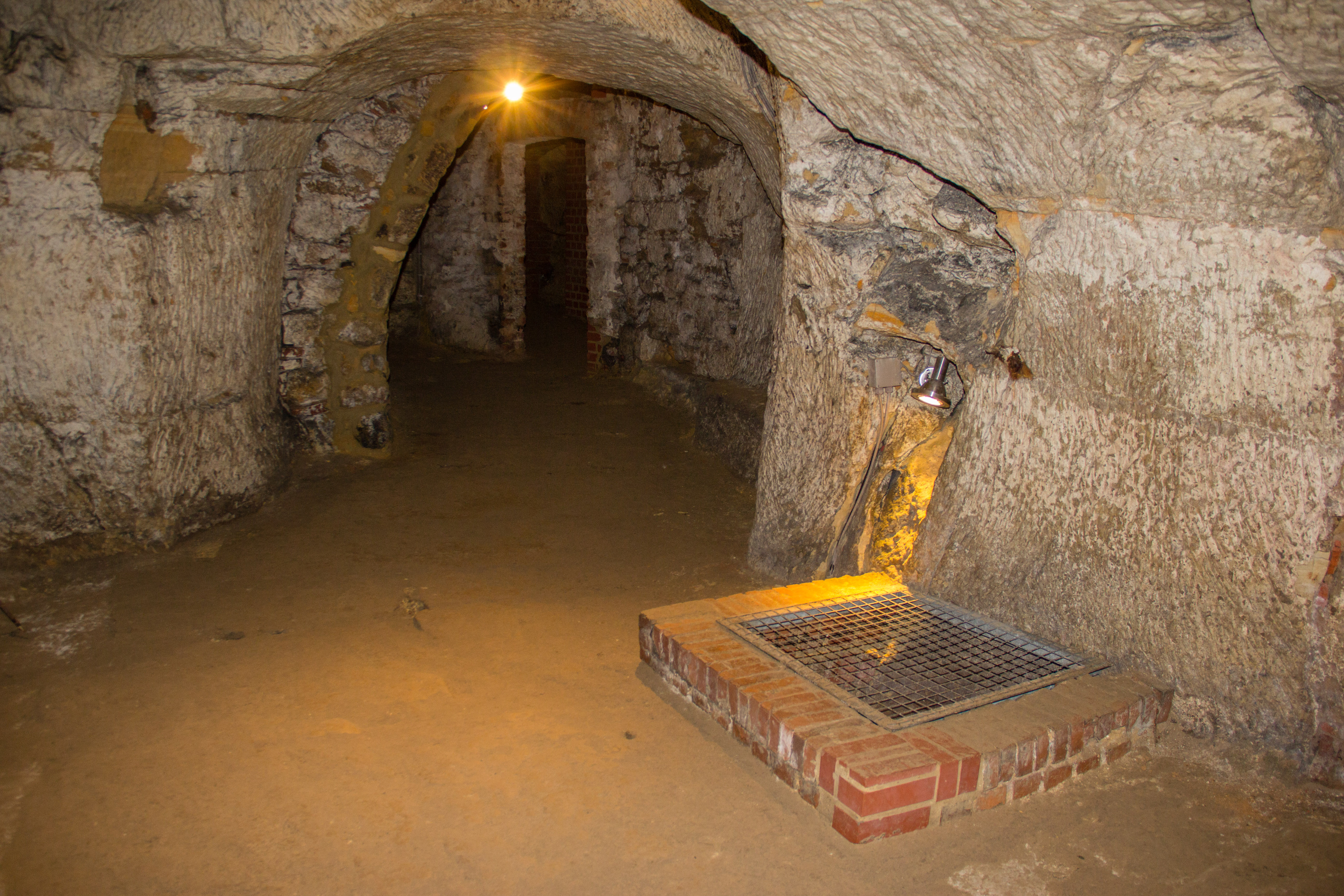
Kellerteil mit einem Brunnen
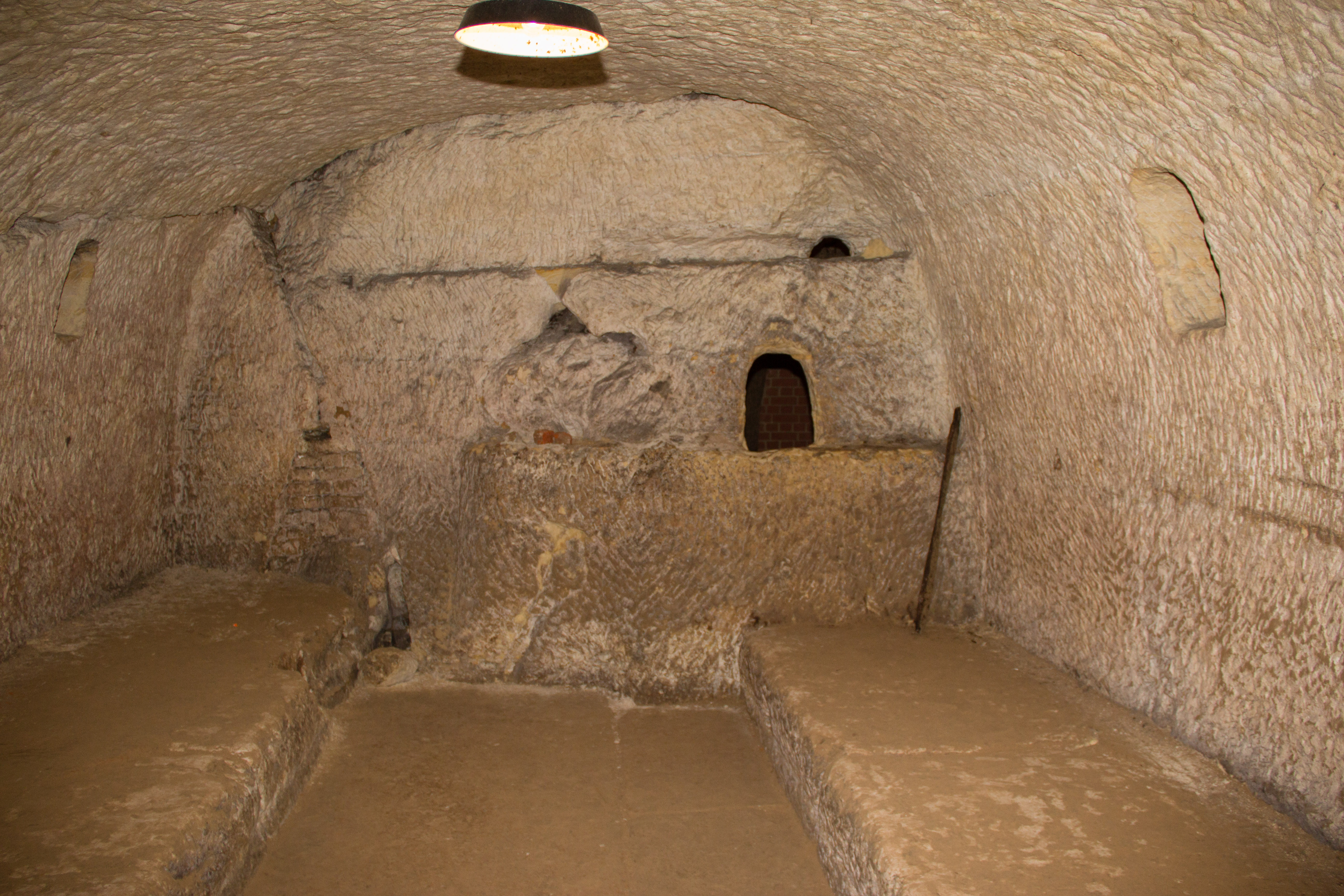
Kellerteil, genutzt im Krieg als Befehlsstelle
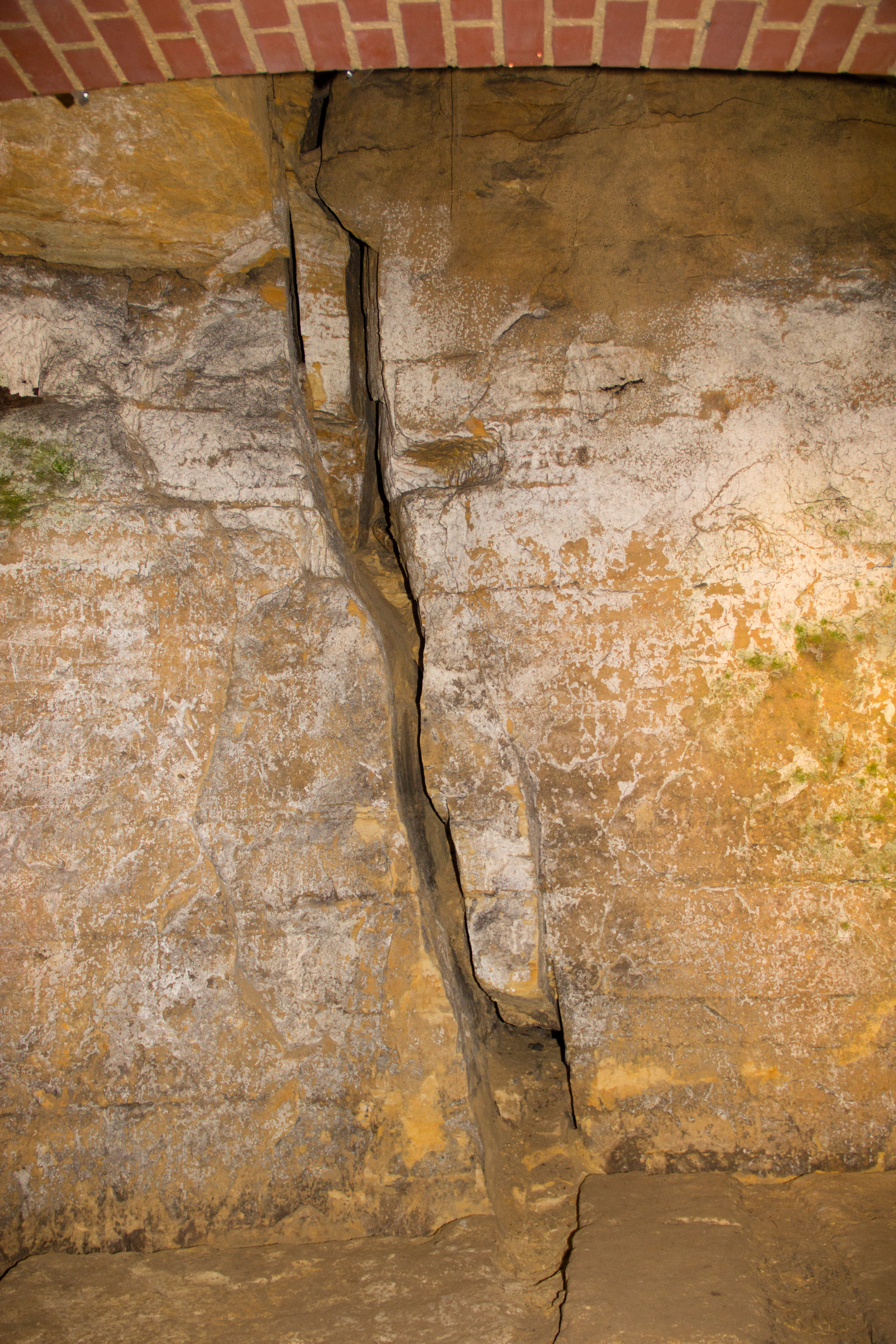
Natürliche Kluft im Dogger
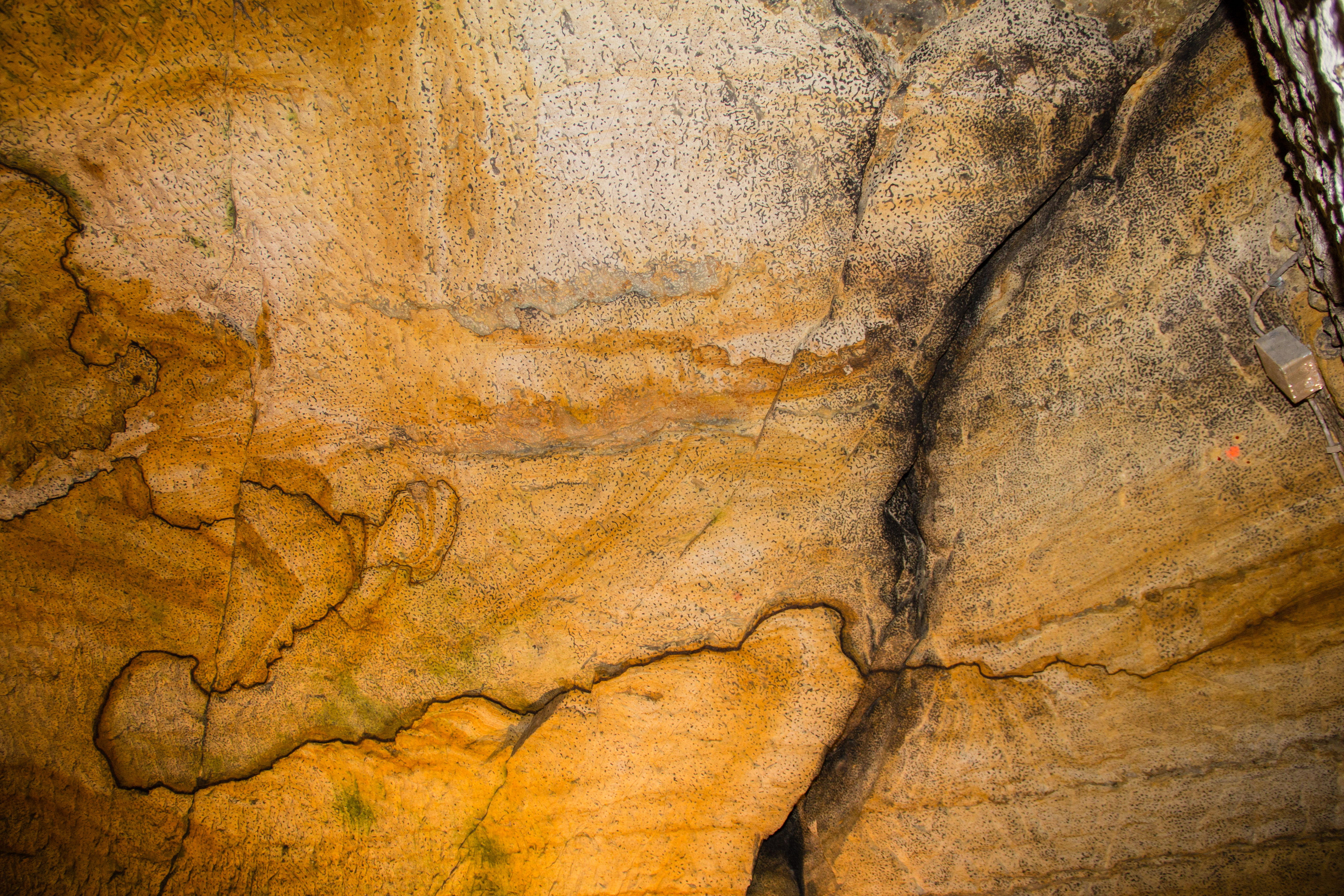
Aufschluss im Dogger